# Abhishek Yadav
Abhishek Yadav (Kanpur, 10 giugno 1980) è un ex calciatore indiano, di ruolo attaccante.

## Carriera
Nel maggio del 2015 viene nominato direttore scout per la federazione di calcio indiana.

## Palmarès

### Club

#### Competizioni nazionali
- I-League: 1

Mahindra United: 2005-2006
- Federation Cup: 2

Mahindra United: 2003, 2005
- I-League 2nd Division: 1

Mumbai: 2008